# Eurysternus hirtellus
Eurysternus hirtellus là một loài bọ cánh cứng trong họ Bọ hung (Scarabaeidae).